# Jens Steinigen
Jens Steinigen (Dippoldiswalde, 2 settembre 1966) è un ex biatleta tedesco.
Originario della Germania Est, gareggiò per la nazionale tedesca orientale fino al 1989, quando fuggì all'Ovest. Fece parte per un breve periodo della nazionale tedesca occidentale, fino alla riunificazione tedesca (1990).

## Biografia
In Coppa del Mondo ottenne il primo risultato di rilievo il 23 gennaio 1986 a Feistritz an der Drau (38°). Negli anni seguenti si affermò come atleta di buon livello e grandi potenzialità, ma - secondo quanto da lui dichiarato - il suo rifiuto di sottomettersi alle pratiche dopanti correnti nella sua nazionale ne limitarono la carriera, fino alla sua esclusione dai XV Giochi olimpici invernali di Calgary 1988. Maturò quindi la decisione di fuggire nella Germania Ovest, dove nel 1989 fu accolto dal centro nazionale di biathlon di Ruhpolding. Da lì a pochi mesi, tuttavia, la riunificazione tedesca portò alla fusione delle due nazionali, con i ruoli direttivi affidati proprio agli ex allenatori tedeschi orientali dai quali Steinigen si era allontanato; l'atleta denunciò la prosecuzione dei metodi scorretti fino ad allora adottati, accusando in particolare l'allenatore capo Frank Ullrich, ma le sue denunce non trovarono riscontro presso la Federazione sciistica della Germania.
Rientrato stabilmente nei ranghi della nazionale tedesca nel 1991-1992, ottenne il primo podio in Coppa il 17 dicembre 1992 a Pokljuka (3°). Prese parte a due edizioni dei Giochi olimpici invernali, Albertville 1992 (6° nella sprint, 29° nell'individuale, 1° nella staffetta) e  Lillehammer 1994 (5° nell'individuale), e a due dei Campionati mondiali, vincendo due medaglie.
Dopo il ritiro proseguì la sua battaglia contro il doping, dedicando a essa anche un saggio, Zivilrechtliche Aspekte des Dopings aus der Sicht des Spitzensportlers ("Aspetti civili del doping dal punto di vista degli atleti d'élite", elaborazione della sua tesi di laurea in giurisprudenza).

## Palmarès

### Olimpiadi
- 1 medaglia:
  - 1 oro (staffetta[3] ad Albertville 1992)

### Mondiali
- 2 medaglie:
  - 2 bronzi (staffetta[3] a Borovec 1993; gara a squadre[3] a Canmore 1994)

### Mondiali juniores
- 1 medaglia:
  - 1 oro (sprint a Egg am Etzel 1985)[4]

### Coppa del Mondo
- Miglior piazzamento in classifica generale: 7º nel 1993
- 2 podi (entrambi individuali[1]), oltre a quelli ottenuti in sede olimpica e iridata e validi anche ai fini della Coppa del Mondo:
  - 2 terzi posti

## Opere
- Zivilrechtliche Aspekte des Dopings aus der Sicht des Spitzensportlers, Berliner Beiträge zum Sportrecht, Berlino 2003 ISBN 978-3-89998-005-9